# Fleur Jaeggy
Fleur Jaeggy (Zurigo, 31 luglio 1940) è una scrittrice, traduttrice, paroliera, ex modella, drammaturga ed editrice svizzera naturalizzata italiana.

## Biografia
Dopo aver trascorso l'infanzia e l'adolescenza in vari collegi svizzeri, e dopo una breve carriera di fotomodella, negli anni sessanta si trasferisce a Roma, dove diventa intima amica della scrittrice austriaca Ingeborg Bachmann e conosce alcuni tra i maggiori scrittori dell'epoca, come Thomas Bernhard. Dal 1968 vive a Milano, dove inizia la sua collaborazione con la casa editrice Adelphi. Con I beati anni del castigo, vince il premio Bagutta 1990. All'attività di narratrice affianca quella di traduttrice e saggista. Traduce Marcel Schwob, Thomas de Quincey, Robert Schumann e scrive su John Keats e Robert Walser. I suoi libri sono tradotti in diciotto lingue.
Ha scritto inoltre per il teatro Un tram che si chiama Tallulah, presentato nel 1975 al Festival dei Due Mondi di Spoleto (per la regia di Giorgio Marini) e nel 1984 a Lugano al Teatro La Maschera, per la regia di Alberto Canetta. Proleterka è stato scelto libro dell'anno nel 2003 dal Times Literary Supplement. Nel 2014 pubblica la raccolta di racconti Sono il fratello di XX, con la quale vince nel 2015 il Premio letterario internazionale Giuseppe Tomasi di Lampedusa.
Ha collaborato più volte con Franco Battiato alla stesura di alcuni testi, usando spesso lo pseudonimo di Carlotta Wieck. Un frammento tratto dal suo libro Le statue d'acqua è alla base del brano Hiver, inserito nell'album JukeBox del 1977 e dallo stesso libro provengono alcuni versi del testo di Le Aquile, in Patriots del 1980. In seguito collaborerà principalmente alla stesura dei versi in lingua tedesca per alcuni brani, tra i quali L'oceano di silenzio del 1988, Splendide Previsioni del 1996, Shackleton del 1998, e alla coda in italiano del brano di Battiato e Manlio Sgalambro La porta dello spavento supremo, intitolata Il sogno (2004).
Dal 2021 è azionista comproprietaria della casa editrice Adelphi.

### Vita personale
Fleur Jaeggy si sposò a Londra nel 1968 con lo scrittore e editore Roberto Calasso, proprietario di Adelphi, casa editrice che da sempre pubblica in Italia le sue opere, matrimonio durato fino alla morte dell'editore avvenuta nel 2021.

## Pubblicazioni

### Narrativa
- 1968 - Il dito in bocca - Adelphi
- 1971 - L'angelo custode - Adelphi
- 1980 - Le statue d'acqua - Adelphi. Nuova edizione 2015, ISBN 978-88-459-3043-0
- 1989 - I beati anni del castigo - Adelphi - ISBN 88-459-0707-4
- 1994 - La paura del cielo - Adelphi - ISBN 88-459-1091-1
- 2001 - Proleterka - Adelphi. Nuova edizione 2014, ISBN 978-88-459-2950-2
- 2009 - Vite congetturali - Adelphi - ISBN 978-88-459-2378-4
- 2014 - Sono il fratello di XX - Adelphi - ISBN 978-88-459-2927-4

### Traduzioni
- 1972 - Vite immaginarie, di Marcel Schwob - Adelphi. Nuova edizione 2012, ISBN 978-88-459-2721-8
- 1983 - Gli ultimi giorni di Immanuel Kant, di Thomas de Quincey - Adelphi. 5ª ed. 2015, ISBN 88-459-0528-4
- 1983 - Regole di vita musicale di Robert Schumann - Ricordi

### Brani scritti in collaborazione con Franco Battiato
- 1977 - Juke Box - Franco Battiato - coautrice del testo de Hiver, tratto da Le statue d'acqua
- 1980 - Patriots - Franco Battiato - coautrice del testo de Le aquile, tratto da Le statue d'acqua
- 1983 - Orizzonti perduti - Franco Battiato - coautrice del testo di Tramonto occidentale
- 1988 - Fisiognomica - Franco Battiato - autrice del testo tedesco de L'oceano di silenzio
- 1991 - Come un cammello in una grondaia - Franco Battiato - coautrice del testo di Come un cammello in una grondaia
- 1993 - Caffè de la Paix - Franco Battiato - coautrice del testo di Atlantide
- 1996 - L'imboscata - Franco Battiato - autrice del testo tedesco di Splendide previsioni
- 1998 - Gommalacca - Franco Battiato - autrice del testo tedesco di Shackleton
- 1999 - Fleurs - Franco Battiato - autrice del testo della traccia fantasma ascoltabile dopo Invito al viaggio, depositata come Ghost Track
- 2001 - Ferro battuto - Franco Battiato - voce recitante e autrice del testo tedesco di Ode, traccia fantasma inserita dopo Il potere del canto
- 2004 - Dieci stratagemmi - Franco Battiato - autrice del testo della seconda parte, Il sogno, del brano La porta dello spavento supremo (la prima parte è di Manlio Sgalambro)
- 2014 - Joe Patti's Experimental Group - Franco Battiato - coautrice del testo di Le voci si faranno presenze e L'isola Elefante

Il suo nome risulta, secondo i bollettini SIAE anche per la collaborazione ai testi di Oppio, per la voce di Sibilla, e La piramide di Cheope per Milva.
All'interno del progetto Joe Patti's Experimental Group di Franco Battiato e Pino Pischetola sono presenti all'interno dei brani Le voci si faranno presenze e L'isola Elefante, rielaborazioni e frammenti di testi già editi (L'isola Elefante è una rielaborazione del brano Shackleton del 1998).

## Premi
- 1990 - Premio Bagutta per I beati anni del castigo
- 1994 - Premio Boccaccio Europa per I beati anni del castigo
- 1994 - Premio Moravia per La paura del cielo
- 2001 - Premio Vailate Alderigo Sala per Proleterka
- 2001 - Premio Donna Città di Roma per Proleterka
- 2002 - Premio Viareggio per Proleterka[3]
- 2015 - Premio letterario Giuseppe Tomasi di Lampedusa per Sono il fratello di XX
- 2025 - Gran Premio svizzero di letteratura